# Feldbahn des Ingenio Nueva Baviera
| Ingenio Nueva Baviera          | Ingenio Nueva Baviera |
| ------------------------------ | --------------------- |
| Ingenio Nueva Baviera, Tucumán |                       |
| Streckenlänge:                 | 33,8 km               |
| Spurweite:                     | 750 mm (Schmalspur)   |
|                                |                       |

Die Feldbahn des Ingenio Nueva Baviera war eine knapp 34 km lange, mit Dampflokomotiven betriebene Feldbahn mit einer Spurweite von 750 mm etwa 35 km südwestlich von San Miguel de Tucumán in Argentinien.

## Geschichte
Die  um 1880 gegründete Zuckerfabrik Nueva Baviera (Neubayern) lag im Süden der Stadt Famaillá. Ihre ersten Besitzer waren Francisco Déporte und Benigno Acosta, bis das Unternehmen Ende 1885 von Ernesto Tornquist übernommen wurde. Zusammen mit den Zuckerfabriken La Trinidad und La Florida bildete er 1895 die mächtige Compañía Azucarera Tucumana.
Francisco Déporte war ein Franzose, der unverheiratet starb. Er benannte seine Zuckerfabrik nach dem Freistaat Bayern, weil die Maschinen aus Deutschland und der Schweiz stammen. Darunter befand sich eine Brennerei aus der Fabrik Paul Mann oder Paulmann in Hannover, die 60 Fässer Schnaps pro Tag herstellen konnte.
Neben Zuckerrohr wurde auch Reis angebaut. Der Reisanbau wurde aber wegen einer Malariaepidemie unpopulär. Aufgrund der schlechten Wirtschaftslage und dem Putsch durch General Juan Carlos Onganía am 28. Juni 1966 wurde die Zuckerfabrik geschlossen, nachdem die Bundespolizei und die Gendarmerie die Fabrik gemäß dem Gesetzesdekret der Nationalen Exekutive besetzt hatten, wobei die Arbeiter zunächst verständnislos zuschauten aber dann weiter arbeiteten.
Ab 1976 nutzte die  argentinische Militärdiktatur (1976–1983) die stillgelegten Gebäude der ehemaligen Zuckerfabrik als geheime Haftanstalt.

## Überreste
Von der Zuckerfabrik gibt es keine sehenswerten Überreste. Westlich der Calle Santiago del Estero kann man aber, an der Kreuzung mit der Calle Santa Cruz, noch den Rest eines Schornsteins erkennen, der zwischen den Häusern hervorragt.

## Bahnstrecke
Die Feldbahn der Zuckerfabrik von Nueva Baviera hatte eine Länge von 33,8 km. Die Spurweite betrug 750 mm. Die Schienen mit einem Metergewicht von 12 kg/m waren auf Hartholzschwellen verlegt. Die Ballastierung erfolgte mit Erde. Es gab keine großen Steigungen und keine wichtigen Brücken oder andere Bauwerke.
Die Investitionssumme für die Bahn und die Schienenfahrzeuge betrug 200.000 Goldpesos. Die Bahn transportierte 1924 etwa 45.100 Tonnen Zuckerrohr. Außerdem wurden 152 Tonnen Brennholz befördert.

## Schienenfahrzeuge
Es gab folgende Schienenfahrzeuge:
- 4 Lokomotiven mit jeweils zwei gekuppelten Antriebsachsen, 25 PS von Böcker und Itenuend
- 2 Lokomotiven mit jeweils zwei gekuppelten Antriebsachsen, 40 PS, Kraus & Co.
- 309 zweiachsige Wagen für den Transport von Zuckerrohr, Orenstein & Koppel
- 3 zweiachsige Wagen zum Transport von Zuckerrohr, Müller
- 4 zweiachsige Bremserwagen, Orenstein & Koppel
- 1 zweiachsiger Personenwagen, Orenstein & Koppel
- 2 zweiachsige Kesselwagen[3]